# 20 км (роз'їзд)
20 км — роз'їзд Запорізької дирекції залізничних перевезень Придніпровської залізниці на неелектрифікованій лінії Каховське Море — Енергодар між зупинними пунктами 6 км (13 км) та Нововодине (15 км). Розташований за 0,5 км від села Благовіщенка Василівського району Запорізької області.

## Пасажирське сполучення
На роз'їзді 20 км до повномасштабного російського вторгнення в Україну (2022) зупинялися щоденно дві пари приміських поїздів:
- № 6801/6802 Енергодар — Запоріжжя I
- № 6803/6804 Запоріжжя I — Енергодар
- № 6805/6806 Енергодар — Запоріжжя I
- № 6809/6810 Запоріжжя I — Енергодар.

Наразі пасажирське сполучення припинено до звільнення тимчасово окупованих територій від російських загарбників.